# Анапі (Вісконсин)
Анапі (англ. Ahnapee) — місто (англ. town) в США, в окрузі Кевоні штату Вісконсин. Населення — 870 осіб (2020).

## Демографія
Згідно з переписом 2010 року, у місті мешкало 940 осіб у 384 домогосподарствах у складі 280 родин. Було 457 помешкань
Расовий склад населення:
| - 98,4 % — білих - 0,2 % — корінних американців - 0,1 % — чорних або афроамериканців - 0,1 % — азіатів |

До двох чи більше рас належало 0,5 %. Частка іспаномовних становила 1,2 % від усіх жителів.
За віковим діапазоном населення розподілялося таким чином: 19,9 % — особи молодші 18 років, 62,3 % — особи у віці 18—64 років, 17,8 % — особи у віці 65 років та старші. Медіана віку мешканця становила 46,5 року. На 100 осіб жіночої статі у місті припадало 105,7 чоловіків;  на 100 жінок у віці від 18 років та старших — 106,9 чоловіків також старших 18 років.
Середній дохід на одне домашнє господарство  становив 72 223 долари США (медіана — 56 625), а середній дохід на одну сім'ю — 82 052 долари (медіана — 72 708). Медіана доходів становила 46 103 долари для чоловіків та 32 125 доларів для жінок. За межею бідності перебувало 8,6 % осіб, у тому числі 13,6 % дітей у віці до 18 років та 6,1 % осіб у віці 65 років та старших.
Цивільне працевлаштоване населення становило 456 осіб. Основні галузі зайнятості: виробництво — 23,5 %, освіта, охорона здоров'я та соціальна допомога — 13,6 %, науковці, спеціалісти, менеджери — 10,7 %, роздрібна торгівля — 10,5 %.